# Viaplay Group
Viaplay Group AB, anteriormente conocido como Nordic Entertainment Group AB (NENT Group), es una empresa sueca de medios de comunicación de masas y entretenimiento con sede en Estocolmo.
La compañía opera servicios de streaming como el homónimo Viaplay y Viafree, canales de radio y televisión financiados con publicidad, los canales de televisión de pago V, así como la productora Viaplay Studios. Viaplay Group se fundó en 2018 como una escisión de MTG. El primer día de Viaplay Group como empresa que cotiza en bolsa fue el 28 de marzo de 2019, cuando empezó a cotizar en la Bolsa de valores de Estocolmo.

## Historia
En marzo de 2018, la empresa de entretenimiento con sede en Estocolmo Modern Times Group (MTG) inició un proceso para dividirse en dos empresas mediante la escisión de sus segmentos comerciales del entonces Nordic Entertainment y MTG Studios más Splay Networks en una nueva empresa. Esto se inició después de que el operador de telecomunicaciones danés TDC A/S, que había propuesto comprar estos activos un mes antes, fue adquirida por el inversor de capital privado australiano Macquarie Group. Anders Jensen, vicepresidente ejecutivo de MTG y director ejecutivo de Nordic Entertainment, fue nombrado presidente y director ejecutivo de NENT Group.
NENT Group comenzó a operar por separado el 1 de julio de 2018. El 28 de marzo de 2019, las acciones de Nordic Entertainment Group comenzaron a cotizar en la bolsa Nasdaq de Estocolmo.
NENT Group adquirió una participación en el estudio Picturestart de Erik Feig junto con los primeros derechos nórdicos de su contenido en el lanzamiento de Picturestart en mayo de 2019.
El 5 de mayo de 2020, la plataforma satelital de TV de paga Viasat, que anteriormente era propiedad de NENT Group, se fusionó con Canal Digital para formar Allente. La fusión significó que NENT Group y Telenor Group pasarían a ser dueños de Allente TV al 50% cada uno, pero esta opera por sí sola como una compañía independiente. A través de la fusión, los canales de NENT Group, incluidos los canales V, empezaron a estar disponibles en la plataforma de Allente. 
El 13 de abril de 2021 se completó la fusión de Canal Digital y Viasat en Allente.
El 16 de septiembre de 2021, NENT Group anunció la reorganización de las operaciones de su estudio, anteriormente llamado NENT Studios, pasando a llamarse Viaplay Studios.
Con Viaplay Studios, la compañía anunció que el enfoque principal de las operaciones del estudio en adelante sería en la producción de contenido para la plataforma de streaming Viaplay.
El 18 de mayo de 2022, los accionistas aprobaron el cambio de nombre de la compañía a Viaplay Group. En julio de 2022, Viaplay Group adquirió Premier Sports, un operador de canales de televisión de pago enfocados en deportes con sede en el Reino Unido, por 36 millones de dólares.
En julio de 2023, Groupe Canal+ de Vivendi adquirió una participación minoritaria del 12% en Viaplay Group por una cantidad de dinero no revelada.En enero de 2024, Canal+, en asociación con PPF, aumentó su participación al 29% y planea recaudar 4000 millones de coronas (391 millones de dólares estadounidenses) para amortizar 2000 millones de coronas de deuda y renegociar los términos de una deuda por un total estimado de 14 600 millones de coronas.
En noviembre de 2023, se anunció que Viaplay Group había vendido su operador de canales de televisión por suscripción sobre deportes británico, Premier Sports, a SSBL Limited, poco más de un año después de que se convirtieran en canales de Viaplay.

## Estructura de la empresa

### Servicios de streaming en los países nórdicos – Viaplay y Viafree
Viaplay Group opera el servicio de streaming homónimo Viaplay, que se lanzó como Viasat OnDemand en Suecia en 2007 y en 2011 pasó a llamarse Viaplay.
Viaplay Group también opera Viafree, un servicio de streaming gratuito que está disponible en Dinamarca, Finlandia, Noruega y Suecia. El 29 de noviembre de 2021, NENT Group anunció que Viafree pronto formaría parte de Paramount Global (bajo Pluto TV), con el anuncio de que dicho transmisor AOD se integraría en Pluto TV el 18 de mayo de 2022.
El 1 de abril de 2020 Viaplay se lanzó en Islandia, (el último mercado nórdico en lanzar el servicio de streaming), haciendo que Viaplay esté disponible en todos los países nórdicos, lo cual se anunció por primera vez en 2019.
El 24 de junio de 2020 Viaplay en Finlandia se fusionó con su rival Elisa Viihde Aitio, propiedad de Elisa, para formar Elisa Viihde Viaplay.

### Expansión internacional de Viaplay
En el Día del Mercado de Capitales de NENT Group en noviembre de 2020, la compañía presentó su plan de expansión para los próximos 5 años, con objetivos de 10 mercados internacionales adicionales para 2023 (hasta un total de 15 mercados) y un total de 10,5 millones de suscriptores para 2025. En el Día del Mercado de Capitales del año siguiente, (en 2021), NENT Group elevó los objetivos para lanzar Viaplay en al menos 16 mercados para 2023 y elevó el objetivo de suscripción a 12 millones de suscriptores para 2025.
El 11 de febrero de 2021, NENT Group anunció que la empresa había recaudado 4350 millones de coronas suecas para respaldar la visión de la empresa de lanzar Viaplay en 10 mercados para finales de 2023, en línea con el comunicado del plan de expansión que se anunció en el Día del Mercado de Capitales de 2020 de la compañía. Polonia y EE. UU. se presentaron como dos de los nuevos mercados, junto a Estonia, Letonia y Lituania que ya habían sido anunciados.
El 9 de marzo de 2021, Viaplay se lanzó en los países bálticos, agregando a Estonia, Letonia y Lituania.
El 20 de mayo de 2021, NENT Group anunció el lanzamiento de Viaplay en los Países Bajos para el primer trimestre de 2022 con los derechos exclusivos de la Fórmula 1, Bundesliga y Corporación Profesional de Dardos. Menos de dos meses después, la compañía también anunció que había adquirido los derechos de la Premier League en los Países Bajos, Polonia y los países balticos en virtud de un acuerdo de 6 años.
El 3 de agosto de 2021, NENT Group lanzó Viaplay en Polonia con derechos deportivos premium, y anunció las tres primeras producciones de Viaplay Originals en polaco: Polish Murderesses, Black Dog y Freedom of the Swallow.
El 22 de septiembre de 2021, Nordic Entertainment Group anunció que Viaplay estará disponible en al menos 16 mercados para finales de 2023, incluido el Reino Unido en la segunda mitad de 2022 y Canadá, Alemania, Austria y Suiza en 2023.
En julio de 2022, Viaplay Group anunció que había adquirido oficialmente la cadena de televisión por suscripción Premier Sports antes del lanzamiento de Viaplay en el Reino Unido. La cadena, que también incluye a FreeSports, pronto sería renombrada como Viaplay Sports.
El 1 de noviembre de 2022, se lanzó el servicio de streaming en el Reino Unido.
El 22 de febrero de 2023, la aplicación directa al consumidor se lanzó en EE. UU. con un claro enfoque en contenido europeo premium.
El 7 de marzo de 2023, Viaplay se lanzó en Canadá y llegó a 13 mercados directos al consumidor.

### Televisión financiada con publicidad (TV abierta)
Viaplay Group opera canales financiados con publicidad en Escandinavia. Por lo general, la estructura de la cartera de estos canales es un canal principal (TV3) y luego canales secundarios (TV6, TV3+, etc.). Estos canales generan principalmente ingresos por publicidad y se clasifican como televisión abierta, pero están encriptados y sujetos a tarifas de decodificación.
Cadenas
| Tipo de canal | Suecia   | Noruega | Dinamarca                      |
| ------------- | -------- | ------- | ------------------------------ |
| General       | TV3      | TV3     | TV3                            |
| Secundario    | TV6      | TV3+    | TV3+                           |
| Suplementario | TV8 TV10 | TV6     | TV3 Puls TV3 Max TV3 Sport See |